# Franz Olah

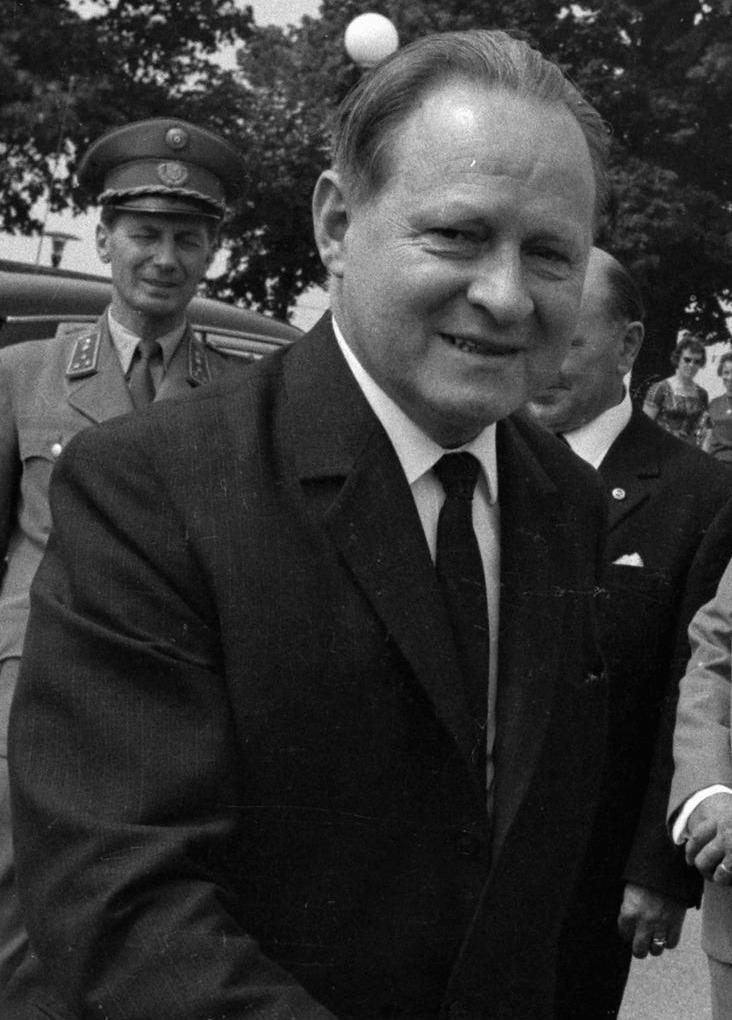
Franz Olah als Innenminister (1964)

Franz Olah (* 13. März 1910 als Franz Ferdinand Glück in Wien; † 4. September 2009 in Baden) war ein österreichischer Politiker (SPÖ, ab 1965 DFP) und Gewerkschaftsfunktionär. Er war von 1948 bis 1961 und 1962 bis 1966 Abgeordneter zum Nationalrat, von 1959 bis 1961 Zweiter Nationalratspräsident, von 1959 bis 1963 Präsident des Österreichischen Gewerkschaftsbundes (ÖGB) und von 1963 bis 1964 Innenminister Österreichs. Nach seinem Ausschluss aus der SPÖ gründete er 1965 die Demokratische Fortschrittliche Partei, die er bis zu seinem Rückzug aus der Politik 1969 führte.

## Leben
Franz Olah wuchs in Wien, Laibach und Budapest als Sohn eines Unteroffiziers auf. Er lernte bei Bösendorfer den Beruf des Klavierbauers und trat 1926 der Sozialistischen Jugend bei. Während der Weltwirtschaftskrise wurde er arbeitslos und widmete sich der Sozialarbeit. Er war Heimleiter der Aktionen Jugend in Not und Jugend am Werk. 1929 wurde er politischer Vertrauensmann der SDAP in Wien-Hernals.

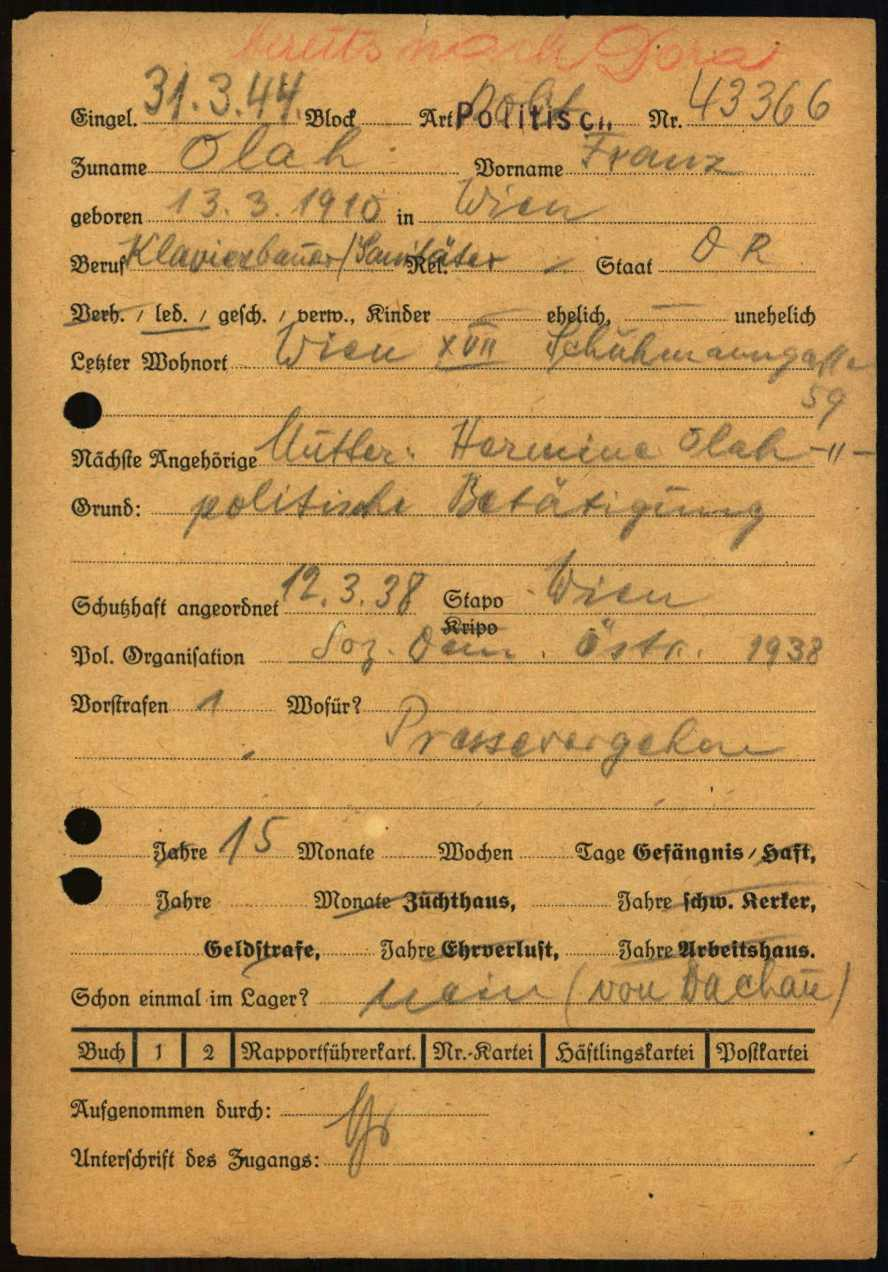
Anmeldeformular von Franz Olah als Gefangener im nationalsozialistischen Konzentrationslager Buchenwald

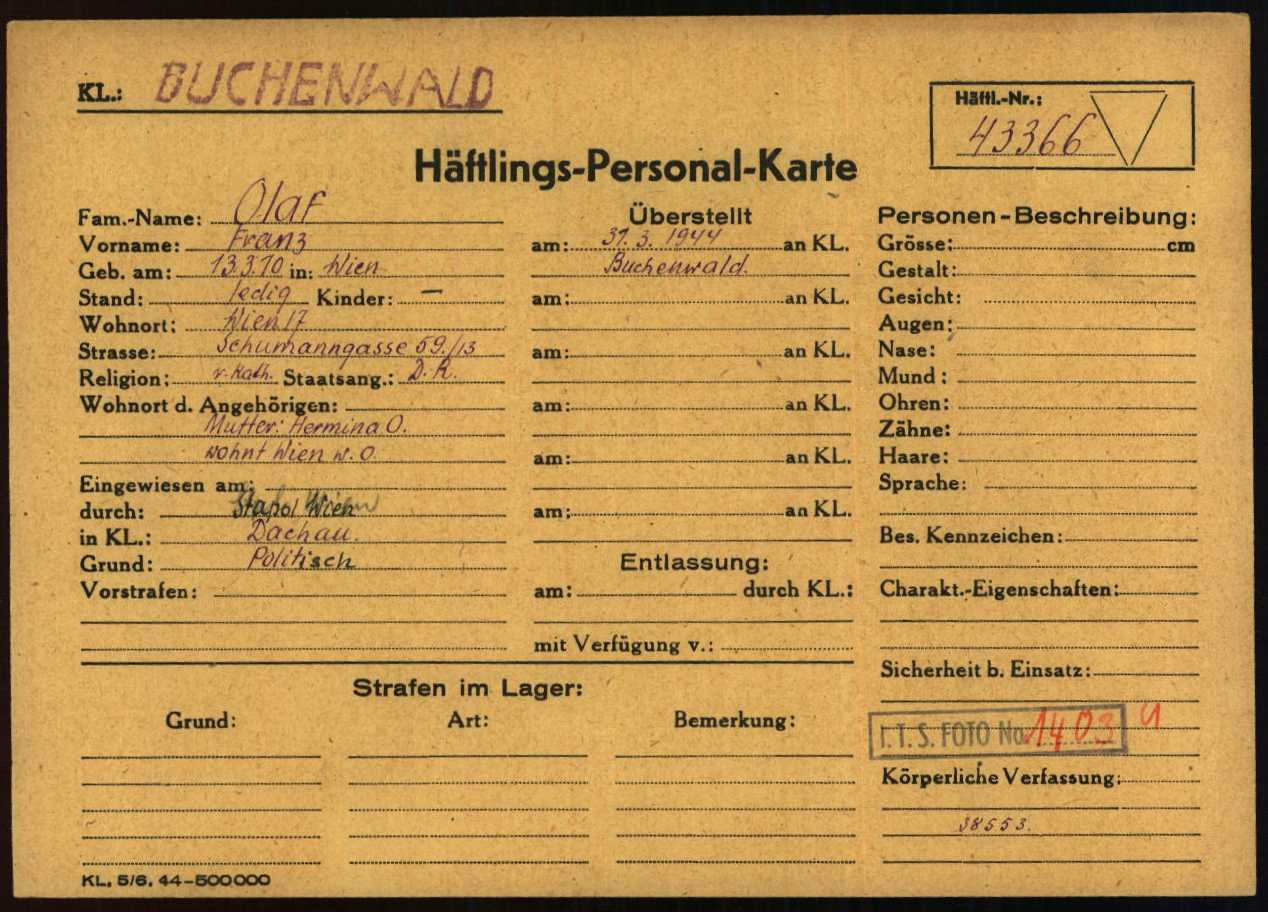
Olahs Gefangenenregistrierungskarte, ebenfalls aus Buchenwald

Wegen Verbreitung sozialistischer Schriften verbüßte er 1933, 1935 und 1937 politische Freiheitsstrafen. Er war in diesen Jahren als Mitglied der Widerstandsgruppe Revolutionäre Sozialisten Österreichs (RSÖ) tätig und arbeitete im Untergrund für die Freien Gewerkschaften. So verhandelte er bis zuletzt mit der Regierung von Kurt Schuschnigg, um eine gemeinsame Abwehr gegen die Nationalsozialisten aufzustellen. 1938 wurde er nach dem „Anschluss“ Österreichs von der Gestapo verhaftet und mit dem sogenannten Prominententransport ins Konzentrationslager Dachau gebracht. Am 27. September 1939 folgte seine Überstellung ins KZ Flossenbürg, am 2. März 1940 seine Rücküberstellung ins KZ Dachau. Am 30. März 1944 wurde er in das KZ Buchenwald überstellt, von dort weiter ins KZ Mittelbau-Dora, wo er 1945 befreit wurde.

### Anfänge in der Politik
Von 1945 bis 1948 und von 1969 bis 1970 war er Abgeordneter zum Wiener Landtag und Gemeinderat. 1949–1957 war er Vorsitzender der Gewerkschaft der Bau- und Holzarbeiter. In dieser Position war er im Oktober und November 1950 führend an der Auflösung der Oktoberstreiks kommunistischer Arbeiter beteiligt. Die Streikenden hatten u. a. Weichen der Wiener Straßenbahn mit Beton ausgegossen, um den Verkehr zu blockieren, und Rollkommandos in Betriebe entsandt, deren Arbeiter sich ihrem Streikaufruf nicht freiwillig anschlossen.
Die anfangs spontane, später vielfach erzwungene Arbeitsniederlegung  wurde von ÖVP und SPÖ als Putschversuch der KPÖ interpretiert; der ÖGB erklärte am 7. Oktober 1950: „Der Anschlag auf die Freiheit der österreichischen Arbeiter und Angestellten ist abgewehrt …“. Tatsächlich stellte man sich damals in Ostösterreich und im sowjetischen Sektor Wiens die Frage, ob die Rote Armee zu Gunsten der Streikenden eingreifen und ebenso wie die KPÖ eine Regierungsumbildung fordern werde. 2015 nahm der ÖGB-Bundesvorstand die Einschätzung zurück, bei den Streiks hätte es sich um einen Putschversuch gehandelt, und rehabilitierte die ausgeschlossenen Gewerkschaftsmitglieder und Funktionäre.
Diese Forderung nach einer Regierungsumbildung wurde jedoch nicht umgesetzt. Die der ÖVP-SPÖ-Regierung gegenüber loyalen Gewerkschafter behielten die Oberhand. Olah rüstete Aktivisten aus seiner Bauarbeitergewerkschaft mit Schlagstöcken aus, lieh bei Unternehmern Lastautos aus und trat den kommunistischen Rollkommandos auch im sowjetischen Sektor Wiens schlagkräftig entgegen, während die Polizei hier nach Anweisung der Besatzungsmacht nicht einschreiten durfte. Die Kommunisten hatten mittlerweile aus Moskau erfahren, dass die Sowjetunion mitten im Koreakrieg keinen Unruheherd in Österreich haben wollte, und gaben letztlich auf.
Als Lehre aus den Ereignissen im Oktober 1950 verstärkte Olah daraufhin mit Unterstützung der CIA, die nicht direkt in Erscheinung trat, und mit Wissen weniger westalliierter und österreichischer Entscheidungsträger die bereits 1947 gegründete, geheime paramilitärische Organisation „Österreichischer Wander-, Sport- und Geselligkeitsverein“, um für etwaige zukünftige kommunistische Bedrohungen besser gerüstet zu sein. Sie wurde – ebenso unauffällig, wie sie bestanden hatte – Anfang der sechziger Jahre  aufgelöst.
Im Jahr 1955 wurde Olah Vizepräsident des ÖGB, von 1959 bis 1963 war er dessen Präsident.

### Illegale Medienfinanzierung
Olah gab 1959 der Kronen Zeitung mit Gewerkschaftsgeldern geheime finanzielle Starthilfe und empfahl dem Gründer Hans Dichand zunächst seinen Freund, den Großkaufmann Ferdinand Karpik, dann den Werbefachmann Kurt Falk als Partner. In dieser Zeit hatten so genannte „unabhängige“ Zeitungen die Parteiblätter Volksblatt (ÖVP), Arbeiter-Zeitung (SPÖ) und Volksstimme (KPÖ) in der Verbreitung bereits weit überholt. „Unabhängig“ bedeutete damals aber SPÖ-kritisch. Olah trachtete, mit seiner Starthilfe ein SPÖ-freundliches Massenblatt zu ermöglichen.
Ähnlich und aus den gleichen Motiven ging er bei der Finanzierung der Tageszeitung Express vor. In dieser Causa wurde er 1969, nachdem er bei seiner Partei in Ungnade gefallen war, wegen widmungswidriger und eigenmächtiger Verwendung von Gewerkschaftsgeldern zu einer einjährigen Haftstrafe verurteilt.

### Erfolge und Misserfolge
Olah legte 1961 mit dem am 28. Dezember geschlossenen geheimen Raab-Olah-Abkommen, einem Partnerschaftsvertrag zwischen Arbeitnehmern und Arbeitgebern, den Grundstein für die Institutionalisierung der österreichischen Sozialpartnerschaft. In den 1960er Jahren war der machtbewusste Pragmatiker Franz Olah vor allem innerparteilicher Gegner des stärker ideologisch orientierten Christian Broda. Man bezeichnete die beiden Politiker bald als Erzfeinde. Der von Norbert Leser als „Männerheld“ im Sinne Hans Blühers charakterisierte Olah war auch bei der Frauenorganisation der SPÖ unbeliebt. Im Jahr 1963 wurde Olah Innenminister. Dieses Amt bekleidete er jedoch nur ein Jahr.

### Sturz
1964 kam Olah unter starke innerparteiliche Kritik. Grund dafür war eine Finanzspritze in der Höhe von einer Million Schilling an die FPÖ. Auch dieses Geld stammte aus Gewerkschaftskassen. Es wird vermutet, dass Olah damit die Weichen in Richtung einer kleinen Koalition zwischen SPÖ und FPÖ stellen wollte. Die Mehrheit in der SPÖ trug diese Linie jedoch nicht mit. Ihr schien Olah zu sehr auf persönliche Macht bedacht. Unter anderem meinte Christian Broda, Olah wolle die SPÖ zu einer „Führerpartei“ machen. Man verdächtigte den Innenminister auch, mit Geheimakten über politische Gegner zu operieren.
Auf alle tatsächlichen und vermuteten Geheimaktionen Olahs reagierte die SPÖ mit dem Ausschluss, obwohl Olah viele Anhänger hatte, die vor der Parteizentrale für ihn demonstrierten. Als formaler Grund für den Parteiausschluss wurde „Mitarbeit an nichtsozialistischen Presserzeugnissen“ genannt – Olah hatte der Tageszeitung Die Presse ein Interview gegeben, in dem er heftige Worte für innerparteiliche Gegner fand. Wenige Tage zuvor war bekannt geworden, dass Olahs Widersacher im Machtkampf den Wiener Psychiater Hans Hoff beauftragt hatten, ein Gutachten über Olah zu erstellen, wobei der Arzt zum Schluss kam, dass der Innenminister schizophren und daher unzurechnungsfähig sei. Im Interview mit der „Presse“ bezichtigte er seine Gegner wegen dieser Vorgehensweise des Stalinismus.

### Olah als Parteigründer
Nach dem Ausschluss aus der SPÖ gründete Olah 1965 die Demokratische Fortschrittliche Partei (DFP). Diese populistische Partei erhielt bei der Nationalratswahl 1966 etwas mehr als 3 Prozent der Stimmen, errang aber kein Mandat für den Einzug ins Parlament. Das Antreten der Partei war somit entscheidend für die absolute Mandatsmehrheit der ÖVP bei einem Wählerstimmenanteil von lediglich 48,35 Prozent. Die Olah-Stimmen dürften größtenteils von bisherigen SPÖ-Wählern gekommen sein und verstärkten so die Niederlage der SPÖ.
1969 konnte die DFP, die ausschließlich von Olahs Ruf lebte, drei Mandate bei der Wiener Gemeinderatswahl erringen. Olah selbst, beschuldigt aber noch nicht verurteilt, wurde, da er sich weigerte freiwillig zu gehen, im Auftrag von Bürgermeister Bruno Marek von Rathauswächtern aus einer Gemeinderatssitzung hinausgetragen. Die Bestimmungen für den Wiener Gemeinderat sahen nämlich das Ruhen des Mandats bereits von der Einleitung eines Strafverfahrens an gegen den Mandatar vor. Olah rief den Verfassungsgerichtshof an, der diese Aktion und die ihr zu Grunde liegenden Bestimmungen später für verfassungswidrig erklärte.
In der folgenden Wahlperiode war die DFP nicht mehr im Wiener Gemeinderat vertreten.

### Rückzug
Nach seiner Verurteilung zog sich Franz Olah aus dem politischen Leben zurück. Später war er als Zeitzeuge für die Entwicklung Österreichs seit der Ersten Republik gefragt. Die SPÖ schloss letztlich ihren Frieden mit ihm; Olah wurde zu diversen Republikjubiläen als Ehrengast eingeladen.
Olah starb am 4. September 2009 in Baden und wurde am 25. September auf dem dortigen Stadtpfarrfriedhof beigesetzt.

## Ehrungen und Auszeichnungen
2005 zeichnete ihn der sozialdemokratische Bundespräsident Heinz Fischer auf Vorschlag der schwarz-blauen Bundesregierung unter Wolfgang Schüssel anlässlich seines 95. Geburtstags mit dem Großen Goldenen Ehrenzeichen mit Stern für Verdienste um die Republik Österreich aus. 2005 erhielt er auch das Große Goldene Ehrenzeichen für Verdienste um das Land Wien mit dem Stern und 2008 die Julius-Raab-Medaille.